# Saint-Martin-d'Oydes
Pour les articles homonymes, voir Saint-Martin.
Saint-Martin-d'Oydes [sɛ̃ maʁtɛ̃ dɔjd] est une commune française située dans le département de l'Ariège, en région Occitanie, la seule du département où la forme médiévale du village dite « en ellipse » ou « circulaire » est entièrement intacte. Sur le plan historique et culturel, la commune fait partie du Pédaguès, ancienne appellation remplacée au XXIe siècle par la dénomination géographique de Terrefort ariégeois, constitué des terreforts de Pamiers et de Saverdun, sur la rive gauche de l'Ariège.
Exposée à un climat océanique altéré, elle est drainée par l'Aure, le Latou et par divers autres petits cours d'eau.
Saint-Martin-d'Oydes est une commune rurale qui compte 251 habitants en 2022, après avoir connu un pic de population de 719 habitants en 1866. Elle fait partie de l'aire d'attraction de Pamiers. Ses habitants sont appelés les Saint-Martinains ou Saint-Martinaines.
Le patrimoine architectural de la commune comprend un immeuble protégé au titre des monuments historiques : l'église, inscrite en 2015.

## Géographie

### Localisation
La commune de Saint-Martin-d'Oydes se trouve dans le département de l'Ariège, en région Occitanie.
Elle se situe à 24 km à vol d'oiseau de Foix, préfecture du département, et à 11 km de Pamiers, sous-préfecture.
Les communes les plus proches sont : 
Esplas (1,9 km), Lescousse (2,3 km), Unzent (2,6 km), Saint-Michel (4,0 km), Brie (4,3 km), Saint-Amans (4,4 km), Justiniac (4,7 km), Durfort (5,1 km).
Sur le plan historique et culturel, Saint-Martin-d'Oydes fait partie du Pédaguès, ou Podaguès, ancienne appellation remplacée au XXIe siècle par la dénomination géographique de Terrefort ariégeois, constitué des terreforts de Pamiers et de Saverdun, sur la rive gauche de l'Ariège.
| Durfort | Esplas               | Unzent    |
|         | Saint-Martin-d'Oydes | Lescousse |
| Artigat | Saint-Michel         |           |

Commune située sur le Latou et l'ancienne route nationale 626.

### Géologie et relief
La commune est située dans le Bassin aquitain, le deuxième plus grand bassin sédimentaire de la France après le Bassin parisien. Les terrains affleurants sur le territoire communal sont constitués de roches sédimentaires datant du Cénozoïque, l'ère géologique la plus récente sur l'échelle des temps géologiques, débutant il y a 66 millions d'années. La structure détaillée des couches affleurantes est décrite dans la feuille « n°1057 - Pamiers » de la carte géologique harmonisée au 1/50 000ème du département de l'Ariège, et sa notice associée.
La superficie cadastrale de la commune publiée par l’Insee, qui sert de références dans toutes les statistiques, est de 11,64 km2,. La superficie géographique, issue de la BD Topo, composante du Référentiel à grande échelle produit par l'IGN, est quant à elle de 11,9 km2.  L'altitude du territoire varie entre 259 m et 381 m.

### Hydrographie

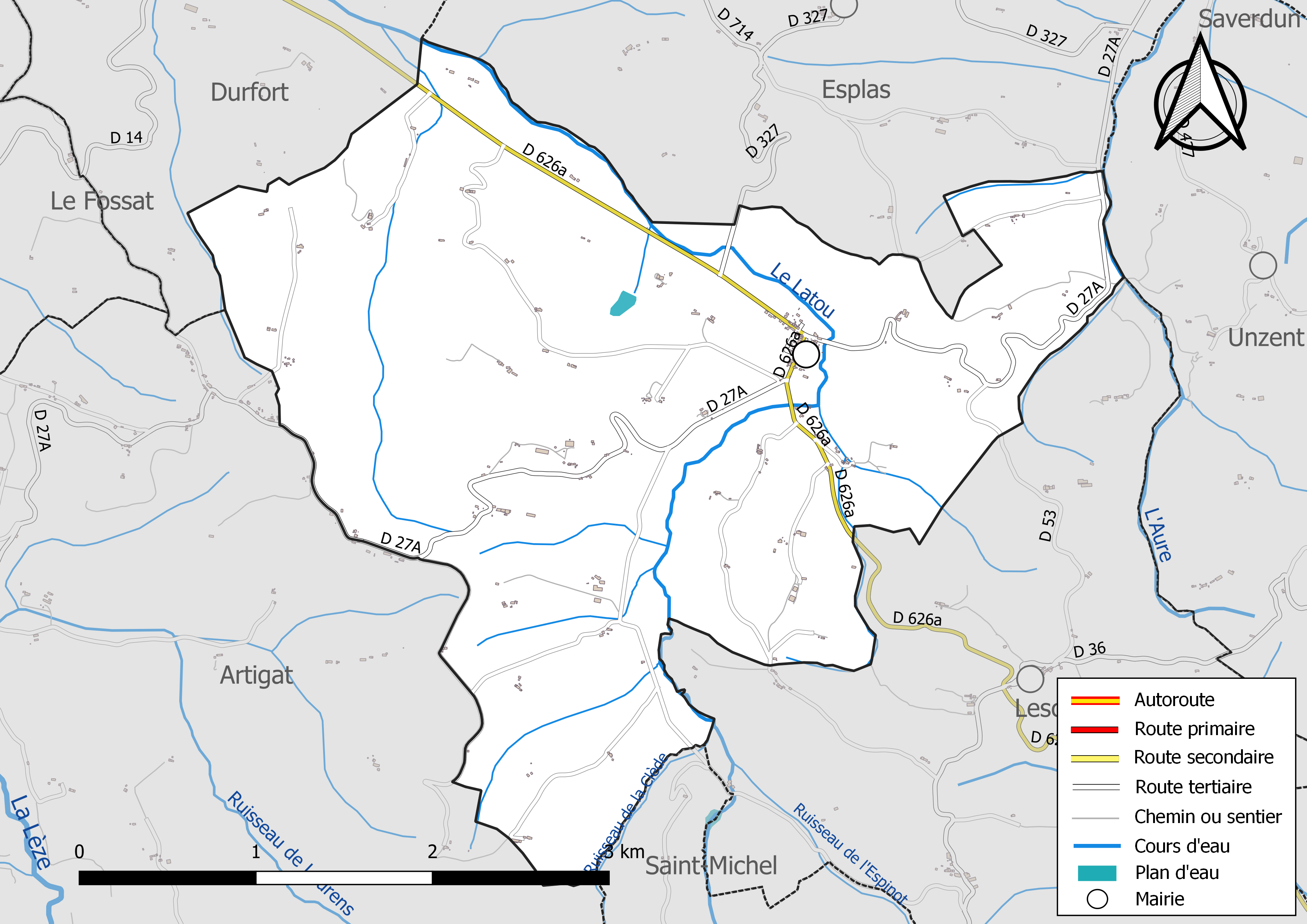
Réseaux hydrographique et routier de Saint-Martin-d'Oydes.

La commune est dans le bassin versant de la Garonne, au sein du bassin hydrographique Adour-Garonne. Elle est drainée par l'Aure, le Latou, le ruisseau de la Clède et par divers petits cours d'eau, constituant un réseau hydrographique de 17 km de longueur totale,.
L'Aure, d'une longueur totale de 14,7 km, prend sa source dans la commune d'Unzent et s'écoule du sud vers le nord. Il traverse la commune et se jette dans l'Ariège à Saverdun, après avoir traversé 6 communes.
Le Latou, d'une longueur totale de 17,2 km, prend sa source dans la commune de Saint-Michel et s'écoule du sud-est vers le nord-ouest. Il traverse la commune et se jette dans la Lèze à Saint-Ybars, après avoir traversé 7 communes.

### Climat
Pour des articles plus généraux, voir Climat de l'Occitanie et Climat de l'Ariège.
En 2010, le climat de la commune est de type climat méditerranéen altéré, selon une étude s'appuyant sur une série de données couvrant la période 1971-2000. En 2020, Météo-France publie une typologie des climats de la France métropolitaine dans laquelle la commune est exposée à un climat de montagne et est dans la région climatique Pyrénées centrales, caractérisée par une pluviométrie annuelle de 1 000 à 1 200 mm.
Pour la période 1971-2000, la température annuelle moyenne est de 12,6 °C, avec une amplitude thermique annuelle de 15,7 °C. Le cumul annuel moyen de précipitations est de 826 mm, avec 9,5 jours de précipitations en janvier et 5,9 jours en juillet. Pour la période 1991-2020, la température moyenne annuelle observée sur la station météorologique la plus proche, située sur la commune de Montaut à 12 km à vol d'oiseau, est de 13,7 °C et le cumul annuel moyen de précipitations est de 677,1 mm,. Pour l'avenir, les paramètres climatiques de la commune estimés pour 2050 selon différents scénarios d'émission de gaz à effet de serre sont consultables sur un site dédié publié par Météo-France en novembre 2022.

### Milieux naturels et biodiversité
Aucun espace naturel présentant un intérêt patrimonial n'est recensé sur la commune dans l'inventaire national du patrimoine naturel,,.

## Urbanisme

### Typologie
Au 1er janvier 2024, Saint-Martin-d'Oydes est catégorisée commune rurale à habitat dispersé, selon la nouvelle grille communale de densité à 7 niveaux définie par l'Insee en 2022.
Elle est située hors unité urbaine. Par ailleurs la commune fait partie de l'aire d'attraction de Pamiers, dont elle est une commune de la couronne,. Cette aire, qui regroupe 52 communes, est catégorisée dans les aires de moins de 50 000 habitants,.

### Occupation des sols
L'occupation des sols de la commune, telle qu'elle ressort de la base de données européenne d’occupation biophysique des sols Corine Land Cover (CLC), est marquée par l'importance des territoires agricoles (98,8 % en 2018), en augmentation par rapport à 1990 (96,6 %). La répartition détaillée en 2018 est la suivante : 
zones agricoles hétérogènes (63,8 %), prairies (23,8 %), terres arables (11,2 %), forêts (1,2 %). L'évolution de l’occupation des sols de la commune et de ses infrastructures peut être observée sur les différentes représentations cartographiques du territoire : la carte de Cassini (XVIIIe siècle), la carte d'état-major (1820-1866) et les cartes ou photos aériennes de l'IGN pour la période actuelle (1950 à aujourd'hui).

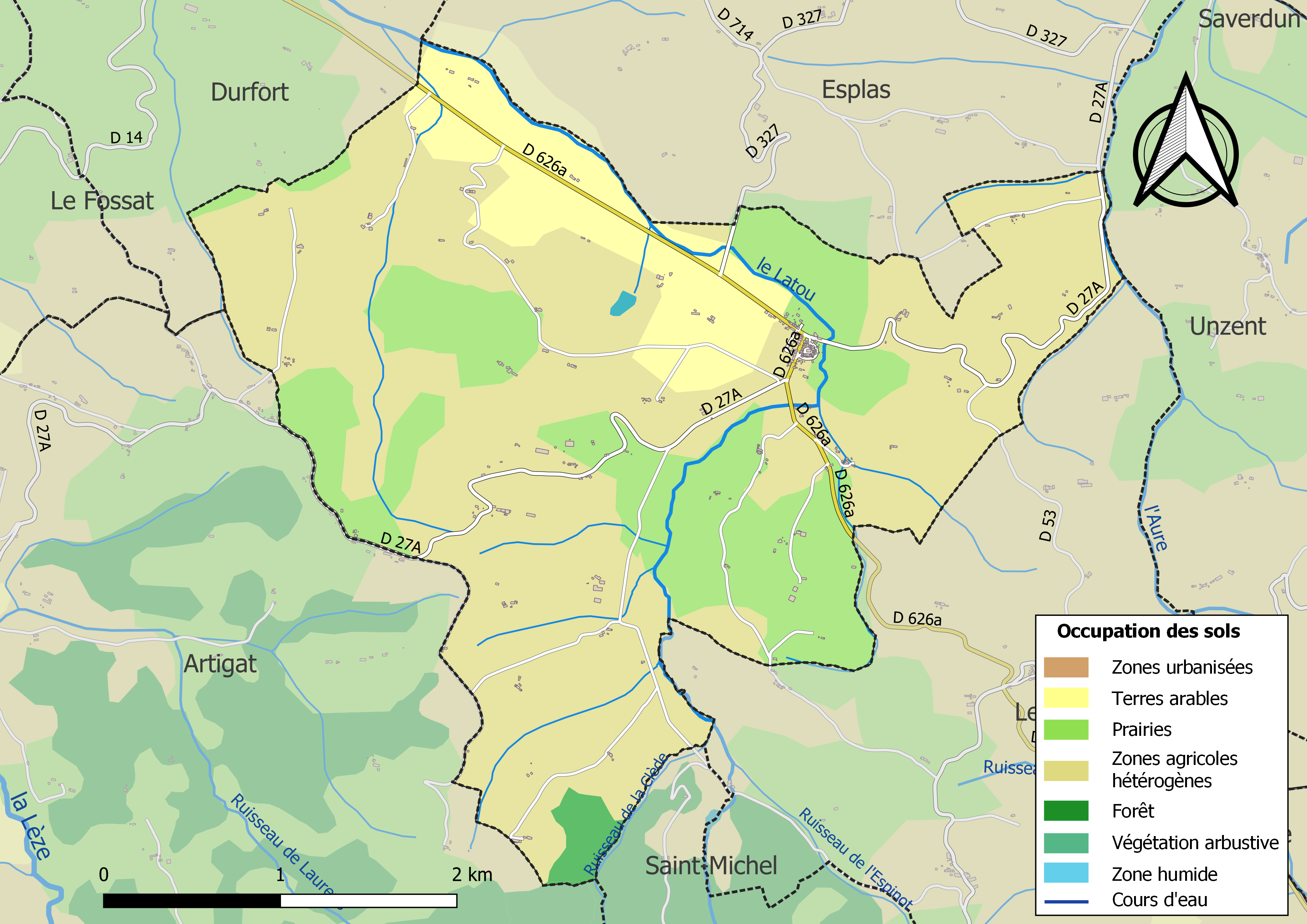
Carte des infrastructures et de l'occupation des sols de la commune en 2018 (CLC).

### Habitat et logement
En 2018, le nombre total de logements dans la commune était de 139, alors qu'il était de 143 en 2013 et de 133 en 2008.
Parmi ces logements, 76,2 % étaient des résidences principales, 7,9 % des résidences secondaires et 15,9 % des logements vacants. Ces logements étaient pour 88,2 % d'entre eux des maisons individuelles et pour 10,4 % des appartements.
Le tableau ci-dessous présente la typologie des logements à Saint-Martin-d'Oydes en 2018 en comparaison avec celle de l'Ariège et de la France entière. Une caractéristique marquante du parc de logements est ainsi une proportion de résidences secondaires et logements occasionnels (7,9 %) inférieure à celle du département (24,6 %) mais supérieure à celle de la France entière (9,7 %). Concernant le statut d'occupation de ces logements, 77,3 % des habitants de la commune sont propriétaires de leur logement (78,1 % en 2013), contre 66,3 % pour l'Ariège et 57,5 % pour la France entière.
| Typologie                                               | Saint-Martin-d'Oydes | Ariège | France entière |
| ------------------------------------------------------- | -------------------- | ------ | -------------- |
| Résidences principales (en %)                           | 76,2                 | 65,7   | 82,1           |
| Résidences secondaires et logements occasionnels (en %) | 7,9                  | 24,6   | 9,7            |
| Logements vacants (en %)                                | 15,9                 | 9,7    | 8,2            |

### Risques majeurs

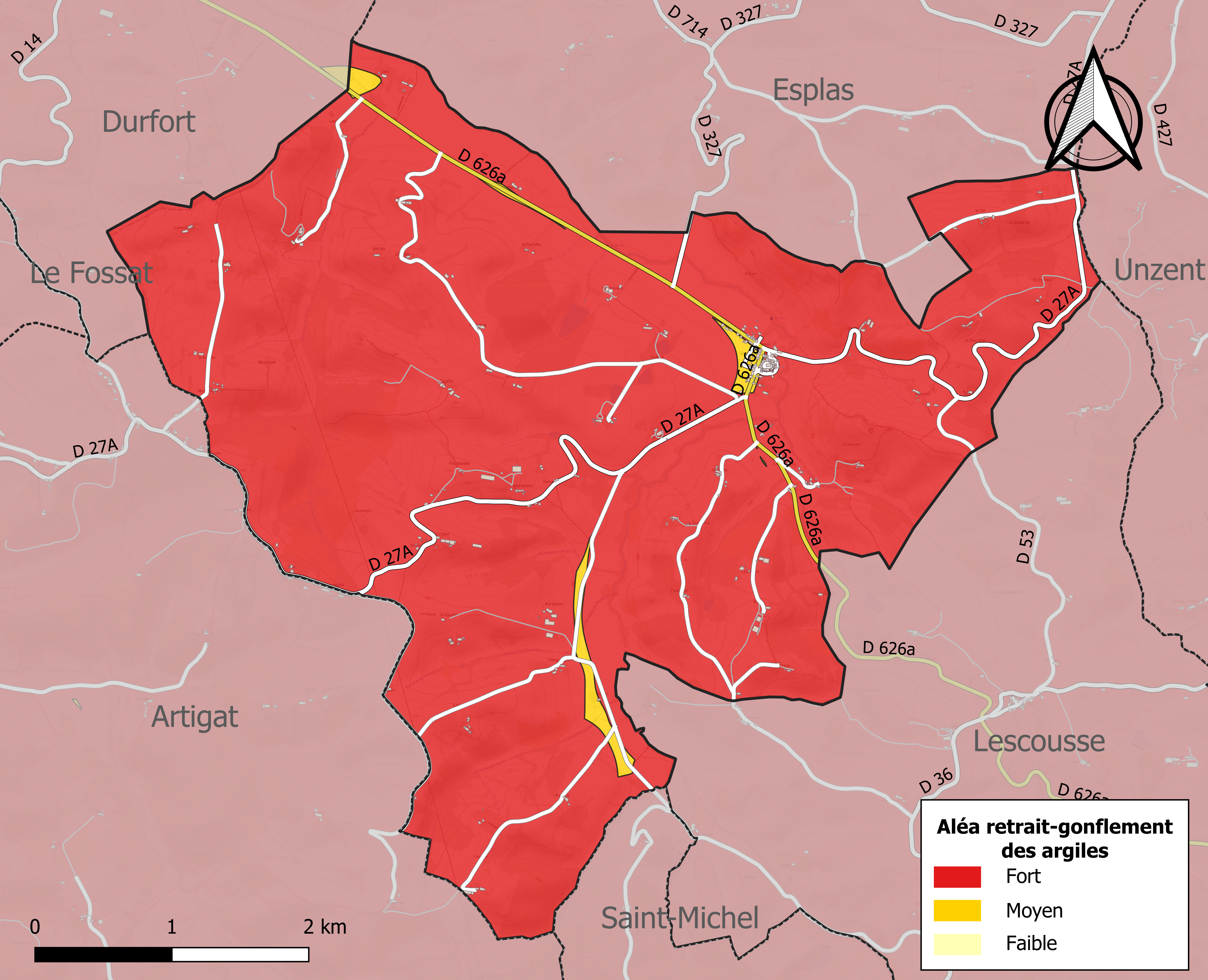
Zonage de l'aléa retrait-gonflement des argiles sur la commune de Saint-Martin-d'Oydes.

Le territoire de la commune de Saint-Martin-d'Oydes est vulnérable à différents aléas naturels : inondations, climatiques (grand froid ou canicule), mouvements de terrains et séisme (sismicité faible),.
Certaines parties du territoire communal sont susceptibles d’être affectées par le risque d’inondation par débordement, crue torrentielle d'un cours d'eau, ou ruissellement d'un versant.
Les mouvements de terrains susceptibles de se produire sur la commune sont soit des glissements de terrains soit des mouvements liés au retrait-gonflement des argiles. Près de 50 % de la superficie du département est concernée par l'aléa retrait-gonflement des argiles, dont la commune de Saint-Martin-d'Oydes. L'inventaire national des cavités souterraines permet par ailleurs de localiser celles situées sur la commune.

## Toponymie
```
L'article de Denis Mirouse cité dans la bibliographie (Archives ariégeoises, 2011,3,pp.
 
9–27) amène à penser que l'origine du nom de cette commune pourrait être liée à l'adjonction des noms de l'église paroissiale et de Petrus de Doidas, fondateur d'une lignée qui a possédé un ensemble important d'habitations et terres sur ce territoire aux alentours du 
XII
e
 
siècle
.
```

## Histoire
Jusqu'à la Révolution, la paroisse de Saint-Martin-de-Duidas, devenue Saint-Martin-d'Oydes, faisait partie d'une enclave du Languedoc  dans le comté de Foix (avec, entre autres, Pailhès et Artigat) dépendant du diocèse épiscopal de Rieux (devenu Rieux-Volvestre). Cette enclave languedocienne dépendait également du diocèse civil de Toulouse (voir cartes de Cassini).

## Politique et administration

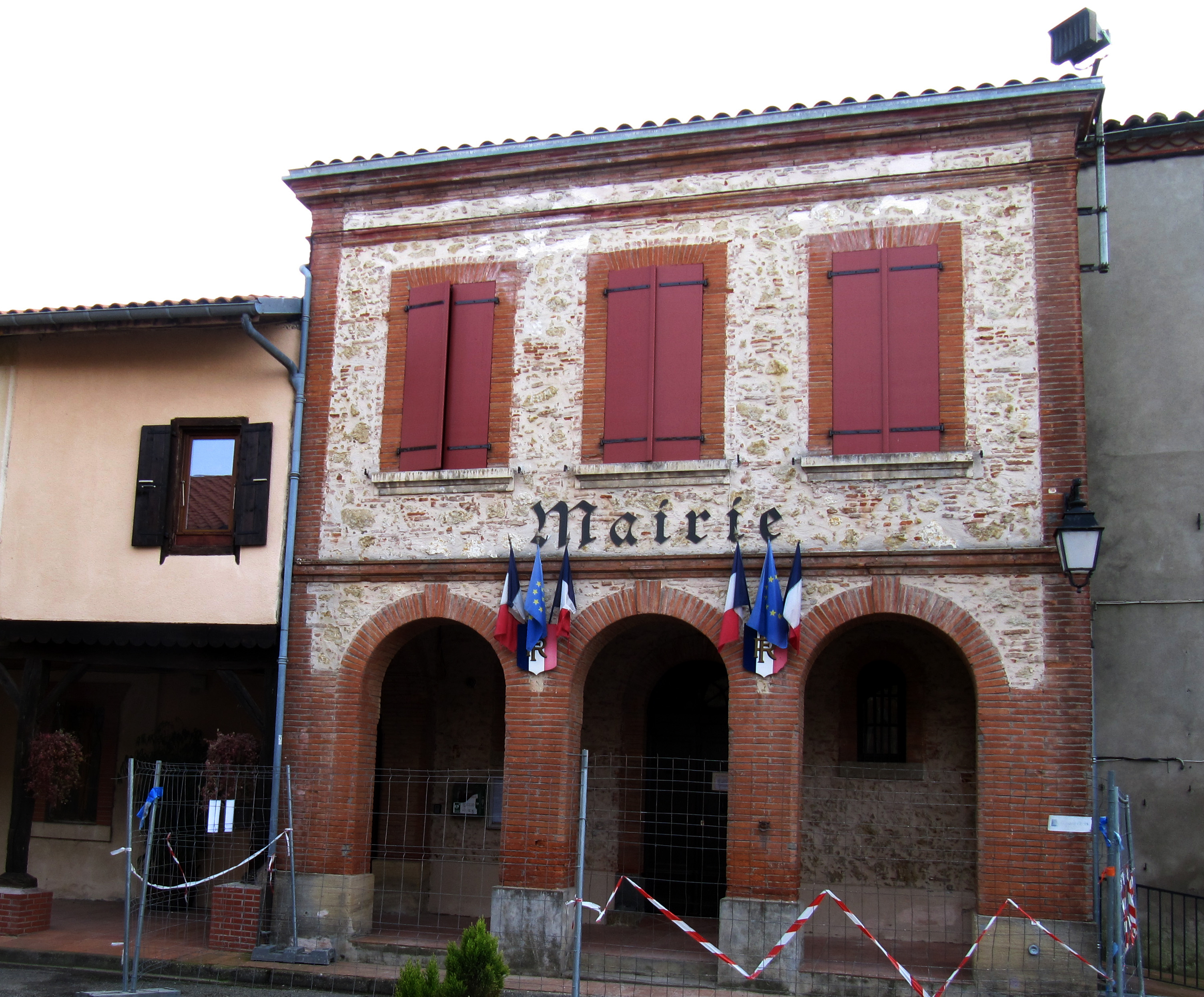
La mairie

### Découpage territorial
La commune de Saint-Martin-d'Oydes est membre de la communauté de communes des Portes d'Ariège Pyrénées, un établissement public de coopération intercommunale (EPCI) à fiscalité propre créé le 5 octobre 2016 dont le siège est à Pamiers. Ce dernier est par ailleurs membre d'autres groupements intercommunaux.
Sur le plan administratif, elle est rattachée à l'arrondissement de Pamiers, au département de l'Ariège, en tant que circonscription administrative de l'État, et à la région Occitanie.
Sur le plan électoral, elle dépend du canton de Pamiers-1 pour l'élection des conseillers départementaux, depuis le redécoupage cantonal de 2014 entré en vigueur en 2015, et de la deuxième circonscription de l'Ariège  pour les élections législatives, depuis le redécoupage électoral de 1986.

### Liste des maires
| Période                                  | Période  | Identité                   | Étiquette | Qualité   |
| ---------------------------------------- | -------- | -------------------------- | --------- | --------- |
| 2001                                     | 2008     | André Bordenave            |           |           |
| 2008                                     | 2014     | Bérangère De Smet          |           |           |
| 2014                                     | En cours | Geneviève Theunissen-Leleu | SE        | Retraitée |
| Les données manquantes sont à compléter. |          |                            |           |           |

## Démographie
L'évolution du nombre d'habitants est connue à travers les recensements de la population effectués dans la commune depuis 1793. Pour les communes de moins de 10 000 habitants, une enquête de recensement portant sur toute la population est réalisée tous les cinq ans, les populations de référence des années intermédiaires étant quant à elles estimées par interpolation ou extrapolation. Pour la commune, le premier recensement exhaustif entrant dans le cadre du nouveau dispositif a été réalisé en 2006.

En 2022, la commune comptait 251 habitants, en évolution de +8,66 % par rapport à 2016 (Ariège : +1,48 %, France hors Mayotte : +2,11 %).
| 1793 | 1800 | 1806 | 1821 | 1831 | 1836 | 1841 | 1846 | 1851 |
| ---- | ---- | ---- | ---- | ---- | ---- | ---- | ---- | ---- |
| 431  | 355  | 478  | 491  | 584  | 608  | 640  | 653  | 674  |

| 1856 | 1861 | 1866 | 1872 | 1876 | 1881 | 1886 | 1891 | 1896 |
| ---- | ---- | ---- | ---- | ---- | ---- | ---- | ---- | ---- |
| 681  | 696  | 719  | 691  | 643  | 687  | 640  | 622  | 594  |

| 1901 | 1906 | 1911 | 1921 | 1926 | 1931 | 1936 | 1946 | 1954 |
| ---- | ---- | ---- | ---- | ---- | ---- | ---- | ---- | ---- |
| 577  | 560  | 540  | 551  | 511  | 509  | 454  | 430  | 396  |

| 1962 | 1968 | 1975 | 1982 | 1990 | 1999 | 2006 | 2011 | 2016 |
| ---- | ---- | ---- | ---- | ---- | ---- | ---- | ---- | ---- |
| 332  | 310  | 225  | 218  | 195  | 225  | 248  | 265  | 231  |

| 2021 | 2022 | - | - | - | - | - | - | - |
| ---- | ---- | - | - | - | - | - | - | - |
| 241  | 251  | - | - | - | - | - | - | - |

## Économie

### Revenus
En 2018, la commune compte 100 ménages fiscaux, regroupant 211 personnes. La médiane du revenu disponible par unité de consommation est de 19 310 € (19 820 € dans le département).

### Emploi
| Division       | 2008   | 2013   | 2018   |
| -------------- | ------ | ------ | ------ |
| Commune        | 15,8 % | 8,8 %  | 9,6 %  |
| Département    | 8,9 %  | 11,1 % | 11,2 % |
| France entière | 8,3 %  | 10 %   | 10 %   |

En 2018, la population âgée de 15 à 64 ans s'élève à 130 personnes, parmi lesquelles on compte 66,7 % d'actifs (57 % ayant un emploi et 9,6 % de chômeurs) et 33,3 % d'inactifs,. En  2018, le taux de chômage communal (au sens du recensement) des 15-64 ans est inférieur à celui de la France et du département, alors qu'en 2008 la situation était inverse.
La commune fait partie de la couronne de l'aire d'attraction de Pamiers, du fait qu'au moins 15 % des actifs travaillent dans le pôle,. Elle compte 21 emplois en 2018, contre 46 en 2013 et 36 en 2008. Le nombre d'actifs ayant un emploi résidant dans la commune est de 77, soit un indicateur de concentration d'emploi de 27,7 % et un taux d'activité parmi les 15 ans ou plus de 50 %.
Sur ces 77 actifs de 15 ans ou plus ayant un emploi, 14 travaillent dans la commune, soit 19 % des habitants. Pour se rendre au travail, 86,2 % des habitants utilisent un véhicule personnel ou de fonction à quatre roues, 1,3 % les transports en commun, 5,1 % s'y rendent en deux-roues, à vélo ou à pied et 7,5 % n'ont pas besoin de transport (travail au domicile).

### Activités hors agriculture
14 établissements sont implantés  à Saint-Martin-d'Oydes au 31 décembre 2019.
Le secteur de la construction est prépondérant sur la commune puisqu'il représente 35,7 % du nombre total d'établissements de la commune (5 sur les 14 entreprises implantées  à Saint-Martin-d'Oydes), contre 14,2 % au niveau départemental.

### Agriculture
La commune fait partie de la petite région agricole dénommée « Coteaux de l'Ariège ». En 2010, l'orientation technico-économique de l'agriculture  sur la commune est l'élevage d'herbivores hors bovins, caprins et porcins.
|                                   | 1988 | 2000 | 2010 |
| --------------------------------- | ---- | ---- | ---- |
| Exploitations                     | 27   | 16   | 14   |
| Superficie agricole utilisée (ha) | 901  | 750  | 614  |

Le nombre d'exploitations agricoles en activité et ayant leur siège dans la commune est passé de 27 lors du recensement agricole de 1988 à 16 en 2000 puis à 14 en 2010, soit une baisse de 48 % en 22 ans. Le même mouvement est observé à l'échelle du département qui a perdu pendant cette période 48 % de ses exploitations. La surface agricole utilisée sur la commune a également diminué, passant de 901 ha en 1988 à 614 ha en 2010. Parallèlement la surface agricole utilisée moyenne par exploitation a augmenté, passant de 33 à 44 ha.

## Culture locale et patrimoine

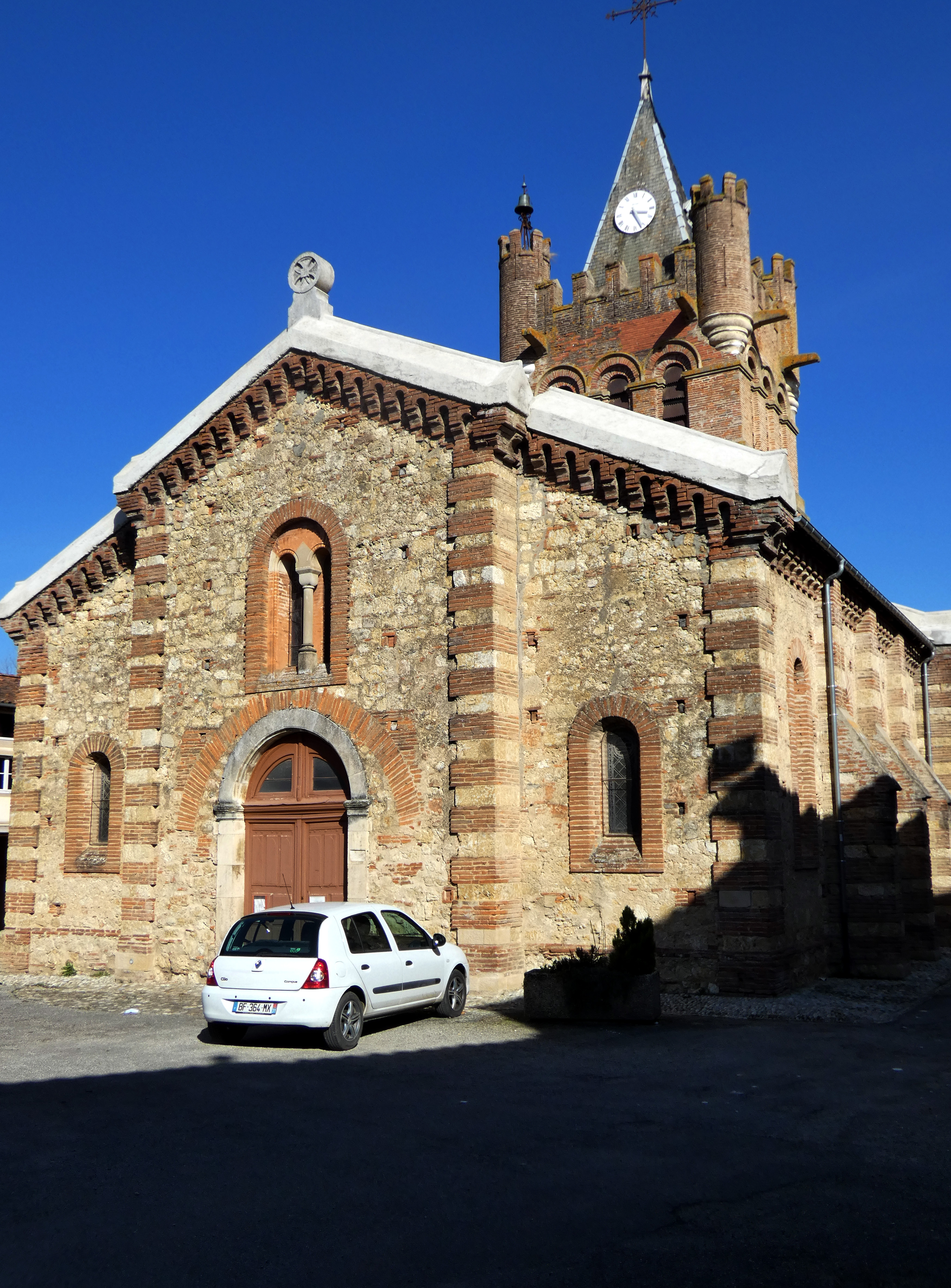
Église Saint-Anastase

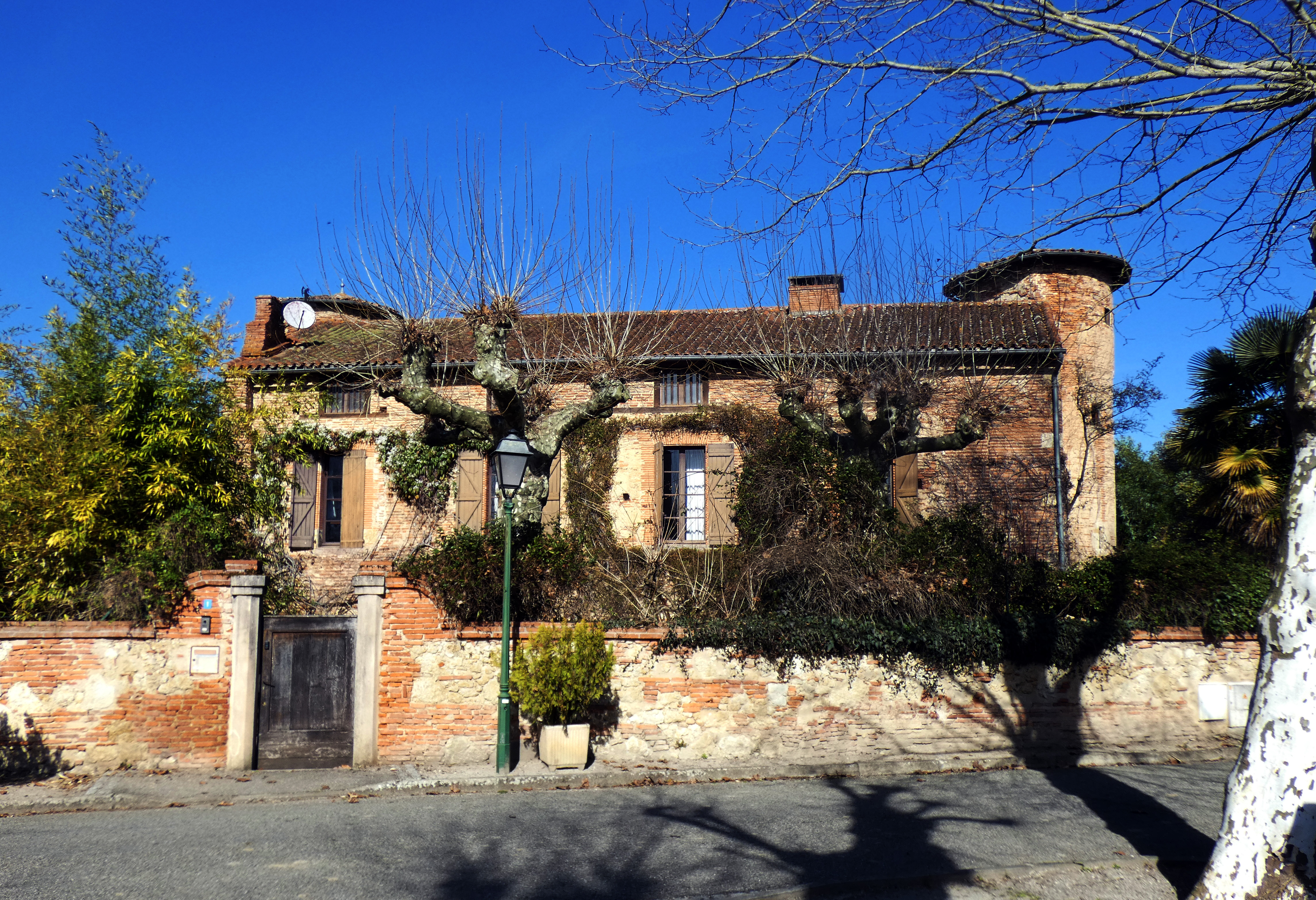
Château

### Lieux et monuments
- Le village construit en cercle autour de son église. Avant 1862, le village est entièrement fermé par les maisons. Le passage de morts et des vivants s'effectuait par le couloir d'une des maisons, grevée de servitude[47].
- Fontaine du Cruchet dite Source de Saint-Anastase, but de pèlerinage le 6 mai[48].
- Église Saint-Anastase datant du XIXe siècle. L'église est inscrite à l'inventaire des monuments historiques depuis 2015[49].
- Château.

### Personnalités liées à la commune
- Anastase le Vénitien, mort en 1085 dans la commune, où ses reliques ont été conservées et vénérées[50].
- Pierre Dumas, 1er août 1891 - 23 septembre 1968, résistant toulousain, journaliste catholique, écrivain et homme politique. Député de la Haute-Garonne du 21 octobre 1945 au 10 juin 1946.
- Alexandre Roubtzoff, peintre orientaliste, a séjourné au château chez son ami Pierre Dumas dans les années 1930.
- Tony Blair y a passé plusieurs vacances estivales en famille, y compris lorsqu'il était le Premier ministre britannique. Il a inauguré l'office de tourisme du village.

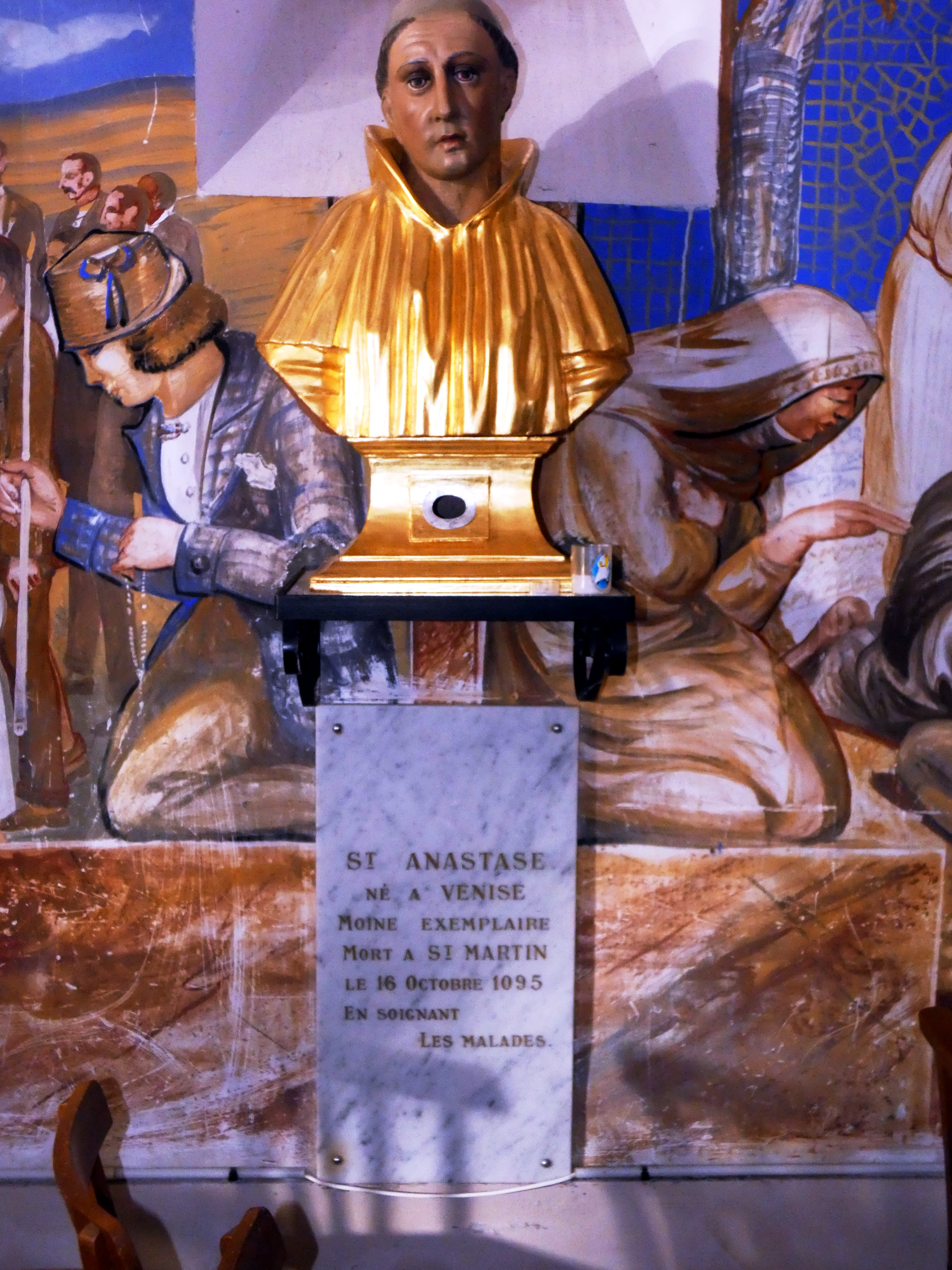
Statue et reliquaire de saint Anastase.
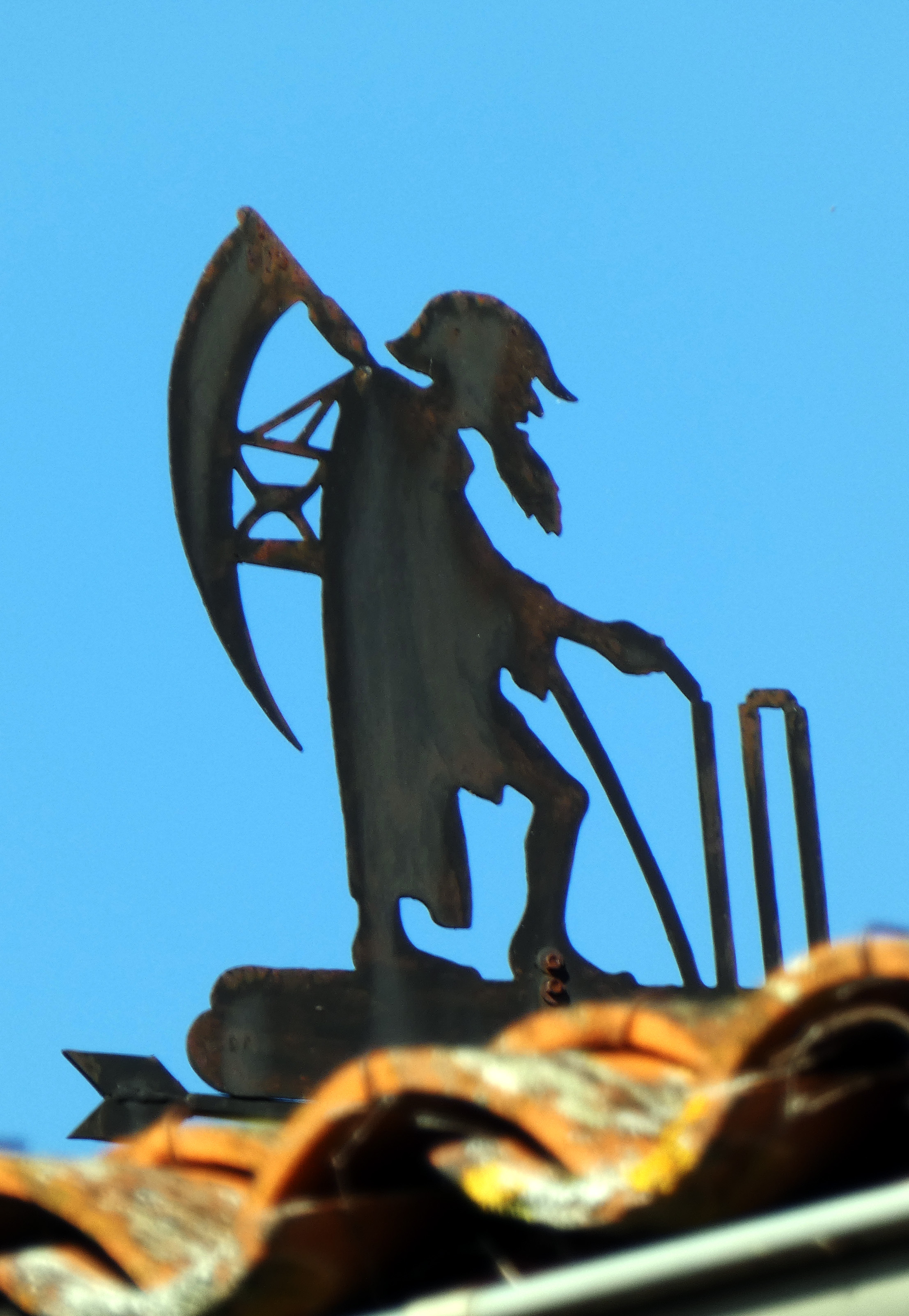
Girouette au village.